# Cerro Capurucho
El cerro Capurucho es una montaña del este de la península ibérica, ubicada en la provincia española de Valencia.

## Descripción
Se encuentra ubicada en la provincia de Valencia, en el término municipal de Fuente la Higuera, cerca del puerto de Almansa, ya en la provincia de Albacete. Aparece descrita en el quinto tomo del Diccionario geográfico-estadístico-histórico de España y sus posesiones de Ultramar de Pascual Madoz de la siguiente manera:

CAPURRUCHO: monte de la prov. de Valencia, part. jud. de Onteniente, térm. jurisd. de Fuente la Higuera: sit. al NO. de esta v. y cerca del puerto de Almansa en los confines de la prov. de Albacete, desde donde levanta á mucha altura su escarpado pico. En una hora se sube a la cumbre y entonces se observa que la montaña es caliza, y que los bancos están en parte horizontales, y en parte inclinados, según la direccion de las faldas: algunos hay de mármol negro con vetas espatosas, principalmente á dos terceras partes de la altura del monte. Se encuentran por allí algunas cuevas; la principal es la llamada de Moseguillos, esto es, de Murciélagos. Se presentan al principio de ella muchos cantos que cayeron de lo alio y se ven otros á punto de caer: siguen luego pasos dificiles por la oscuridad y revueltas , y no pocas veces peligrosos por los cortes agudos y puntas de las peñas, de modo que nadie ha podido llegar aun al fin de la caverna. Otra hay en la falda del monte hacia el S., en cuyas cercanías é interior, se descubre gran número de monedas romanas. Crecen por allí varios vejetales como boj, romero, cornicabra, lentisco, labiérnago y otras matas.
(Madoz, 1846, p. 506)

Su cima se encuentra a 936 m sobre el nivel del mar.